# Nihyn
Nihyn (ukrainisch Нігин; russisch Негин Negin, polnisch Nihyn) ist ein Dorf im Süden der ukrainischen Oblast Chmelnyzkyj mit etwa 1200 Einwohnern (2010).

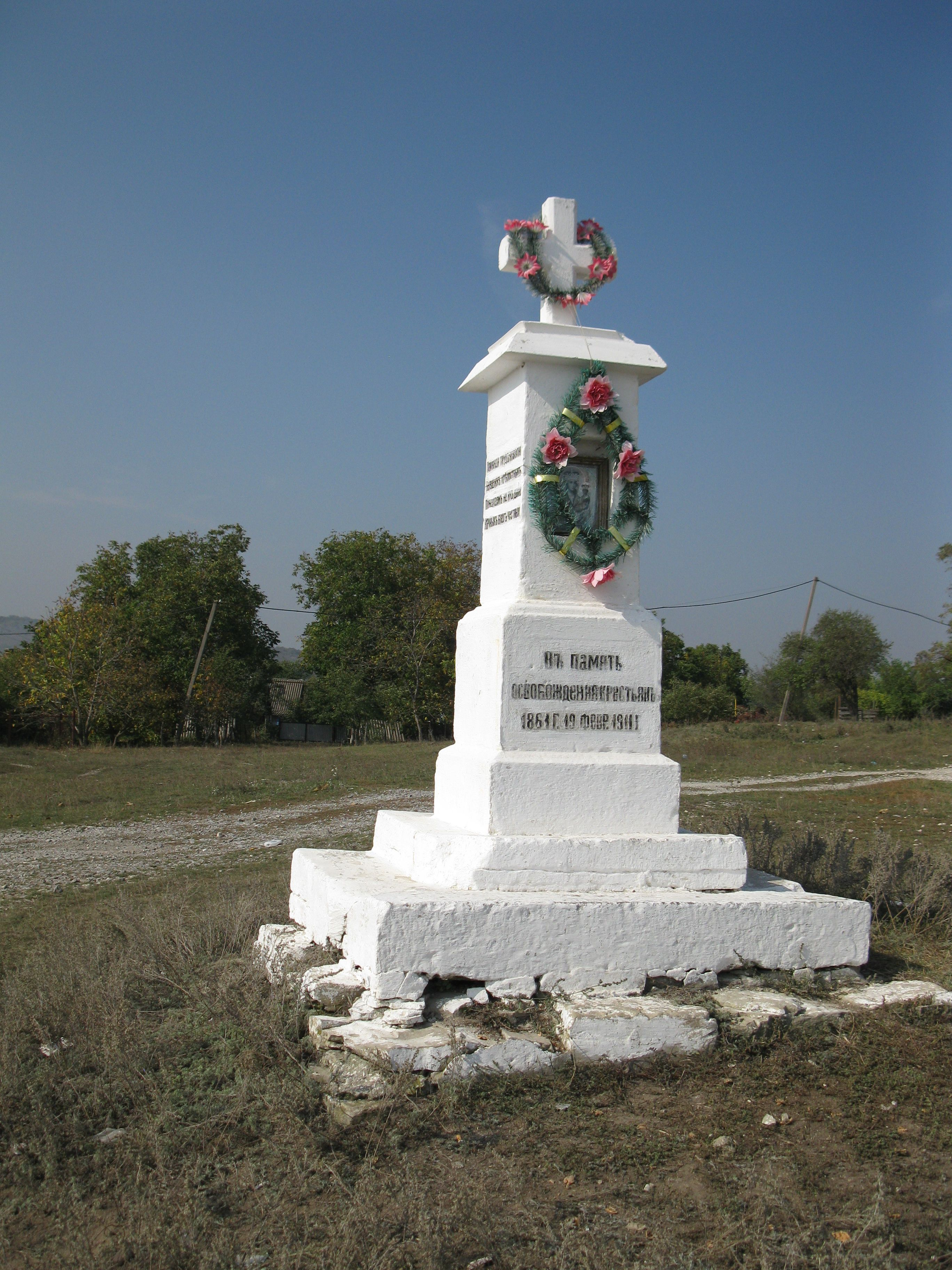
Denkmal zur Abschaffung der Leibeigenschaft im Dorf

Das erstmals 1530 schriftlich erwähnte Dorf liegt im Nationalpark Podiler Towtry (Національний природний парк «Подільські Товтри») auf einer Höhe von 246 m nahe dem linken Ufer des Smotrytsch, 12 km nordwestlich vom Gemeindezentrum Humenzi, 17 km nördlich vom Rajonzentrum Kamjanez-Podilskyj und 75 km südwestlich vom Oblastzentrum Chmelnyzkyj.

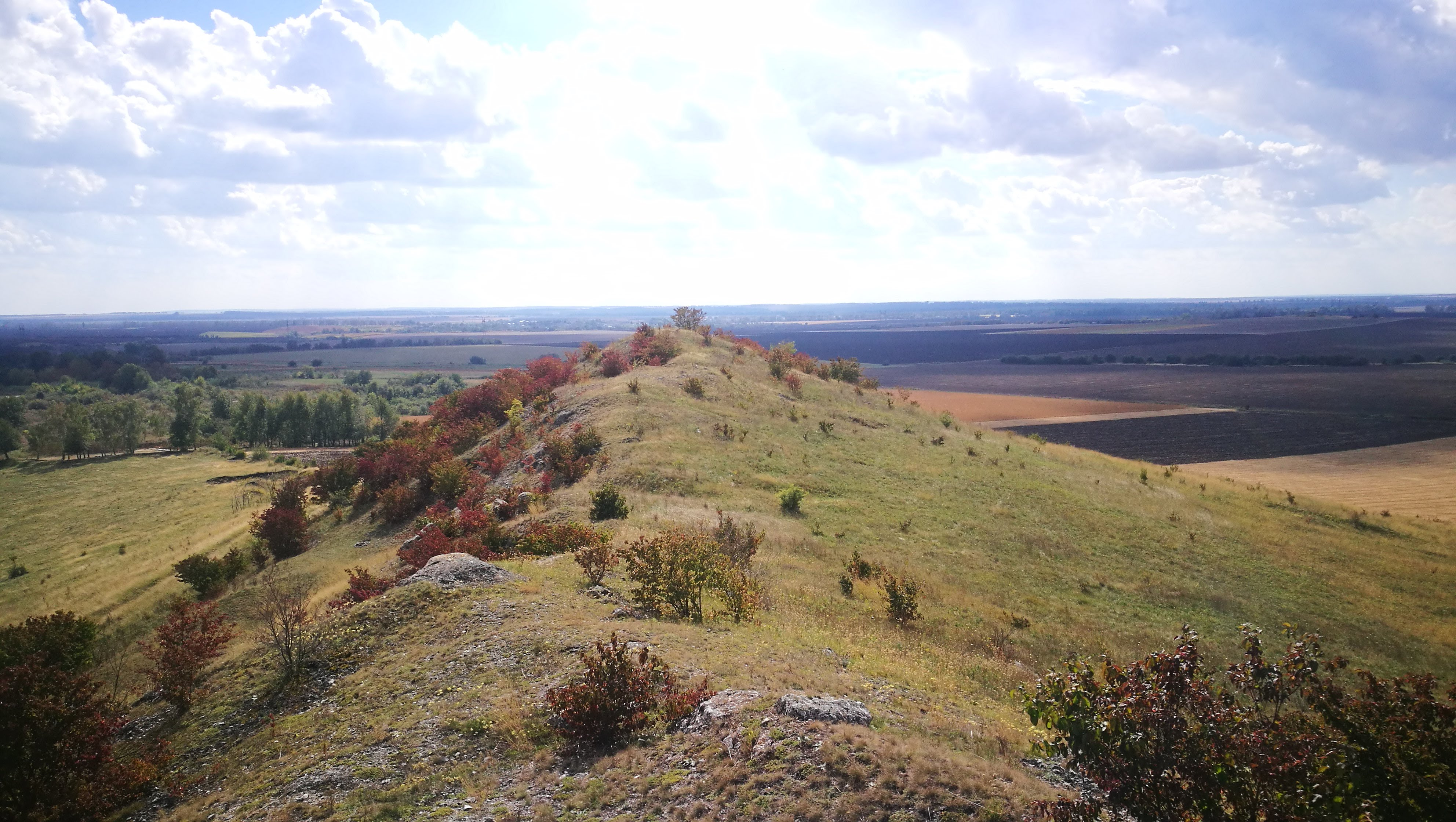
Das nördlich von Nihyn gelegene botanische Reservat Tovtry Sadova ta Derenova

Durch das Dorf verläuft die Territorialstraße T–23–21. Es besitzt eine Bahnstation an der Bahnstrecke Chmelnyzkyj–Kelmenzi.
Am 13. August 2015 wurde das Dorf ein Teil der neugegründeten Siedlungsgemeinde Humenzi, bis dahin bildete es zusammen mit der Ansiedlung Sachkamin (Сахкамінь) die gleichnamige Landratsgemeinde Nihyn (Нігинська сільська рада/Nihynska silska rada) im Norden des Rajons Kamjanez-Podilskyj.